# Barbara Jordan
Barbara Jordan (Houston, 21 de fevereiro de 1936 — Austin, 17 de janeiro de 1996) foi uma feminista, política e líder do movimento dos direitos civis dos negros nos Estados Unidos. Foi eleita pela revista de notícia Time como Pessoa do Ano em 1975, representando as Mulheres Americanas.

Era uma oradora "fabulosa" e declarou-se abertamente sobre a valorização da determinação dos países em vias de desenvolvimento.